# Höllrich
Höllrich ist ein Gemeindeteil der Gemeinde Karsbach im unterfränkischen Landkreis Main-Spessart in Bayern.

## Geographie
Das Pfarrdorf liegt auf 237 m ü. NHN an der Bundesstraße 27 zwischen Weyersfeld und Heßdorf. Westlich befindet sich das zu Gemünden am Main gehörende Dorf Seifriedsburg, östlich liegt der Truppenübungsplatz Hammelburg. Durch Höllrich fließt der Kuhbach (früher Karsbach). Im Ort steht das Schloss Höllrich und die evangelische Dorfkirche.

## Geschichte
Höllrich wird urkundlich erstmals im Jahre 1189 als „Holderich“ erwähnt.

## Persönlichkeiten
- Johann Hermann Riedesel zu Eisenbach (1740–1785), preußischer Diplomat und Antikenreisender